# Софи Търнър
Софи Търнър (на английски: Sophie Turner) е английска актриса, номинирана за награда „Млад актьор“, „Еми“ и шест награди на „Гилдията на киноактьорите“. Известни филми с нейно участие са „Тринайсетата приказка“, „Х-Мен: Апокалипсис“, Х-Мен: Тъмния феникс“ и сериалът „Игра на тронове“.

## Биография
Софи Търнър е родена на 21 февруари 1996 г. в Нортхамптън, Англия. На двегодишна възраст се премества да живее в град Уоруик. Софи учи в девическото училище The King's High School в Уоруик и от тригодишна възраст е член на театралната трупа „Playbox Theatre Company“ в Уорикшър.
На 1 май 2019 г. сключва брак с Джо Джонас, вокал на групата „Джонас Брадърс“. Но след изневяра на Джо те се развеждат.

## Кариера
Дебютната роля на Софи Търнър е през 2011 г. в сериала на HBO – „Игра на тронове“, където играе персонаж на име Санса Старк. Тя е насърчена от учителят си по актьорско майсторство да се яви на кастинга за сериала. Софи е естествена блондинка и заради сериала боядисва косата си в кестеняв цвят.
През 2013 г. играе главна роля във филма „Другият аз“. През същата година участва в телевизионния филм BBC 2 „Тринайсетата приказка“ – по едноименната новела на Даян Сетърфийлд. През 2015 г. участва в екшън комедията „Особено опасни“. През 2016 и 2019 г. участва в два от филмите от филмовата поредица Х-Мен – „Х-Мен: Апокалипсис“ и „Х-Мен: Тъмния феникс“.

## Избрана филмография
- „Игра на тронове“ (сериал, 2011 – 2019)
- „Другият аз“ (2013)
- „Тринайсетата приказка“ (тв филм, 2013)
- „Особено опасни“ (2014)
- „Х-Мен: Апокалипсис“ (2016)
- „Х-Мен: Тъмния феникс“ (2019)